# Grijze tandkwartel
De grijze tandkwartel (Odontophorus capueira) is een vogel uit de familie Odontophoridae. De wetenschappelijke naam van de soort is voor het eerst geldig gepubliceerd in 1825 door Spix.

## Voorkomen
De soort komt voor in het oosten zuidoosten van Zuid-Amerika, met name van oostelijk Brazilië tot noordoostelijk Argentinië en oostelijk Paraguay.

## Beschermingsstatus
Op de Rode Lijst van de IUCN heeft de soort de status niet bedreigd.

## Verspreidingskaart